# 納齊爾·阿夫扎
納齊爾·阿夫扎，OBE（1962年—）是一名英国巴基斯坦裔事務律師和檢察官。他的父親是一名來自巴基斯坦的移民。阿夫扎致力於促進女性權利，並反對强迫婚姻、残割女性生殖器和名譽殺人。2011年至2015年間，他是英國皇家檢控署西北英格蘭區的總檢察官，是皇家檢控署歷史上第一位穆斯林總檢察官。2016年4月，他獲委任為英國警察及犯罪事務專員協會行政總裁，後於2017年5月辭職。2022年，曼徹斯特大學舉行校監選舉，經該校教職員及校友投票後，納齊爾·阿夫扎獲選為曼徹斯特大學校監，並於2022年8月1日上任，任期為7年。

## 外部連結
- 納齊爾·阿夫扎的X（前Twitter）